# Stenlille Kommune
| Strukturdaten       | Strukturdaten    |
| ------------------- | ---------------- |
| Sitz der Verwaltung | Stenlille        |
| Fläche              | 93,56 km²        |
| Einwohner           | 5.544 (2005)     |
| Kommune seit 2007   | Sorø Kommune     |
| Website             | www.stenlille.dk |

Stenlille Kommune war bis Dezember 2006 eine dänische Kommune im damaligen Vestsjællands Amt im Westen der dänischen Hauptinsel Seeland. Seit Januar 2007 ist sie zusammen mit den ehemaligen Kommunen Sorø und Dianalund Teil der neuen Sorø Kommune.
Die Kommune wurde bei der Verwaltungsreform im Jahre 1970 aus den bisherigen Sogn Kirke Flinterup Sogn, Munke Bjergby Sogn, Stenlille Sogn und Stenmagle Sogn gebildet.